# Кобеле-Великі
Кобеле-Великі (пол. Kobiele Wielkie) — село в Польщі, у гміні Кобелі-Великі Радомщанського повіту Лодзинського воєводства.
Населення — 681 особа (2011).
У 1975-1998 роках село належало до Пйотрковського воєводства.

## Демографія
Демографічна структура станом на 31 березня 2011 року:
|          | Загалом | Допрацездатний вік | Працездатний вік | Постпрацездатний вік |
| -------- | ------- | ------------------ | ---------------- | -------------------- |
| Чоловіки | 363     | 67                 | 251              | 45                   |
| Жінки    | 318     | 67                 | 180              | 71                   |
| Разом    | 681     | 134                | 431              | 116                  |